# Blossia litoralis
Blossia litoralis är en spindeldjursart som beskrevs av William Frederick Purcell 1903. Blossia litoralis ingår i släktet Blossia och familjen Daesiidae. Inga underarter finns listade.